# こだまともこ
こだま ともこ（小玉 知子、1942年2月17日 - ）は、日本の翻訳家、児童文学作家。
東京生まれ。旧姓は相磯。1964年早稲田大学文学部英文科卒業後、文化出版局に勤務。1967年退社し、翻訳家となる。2008年日本国際児童図書評議会賞受賞。英米児童文学の翻訳のほか、自身で創作もおこなう。

## 著書
- 『おばあさんのじてんしゃ』（水野二郎絵、ひさかたチャイルド） 1983
- 『3じのおちゃにきてください』（中野博隆絵、福音館書店、こどものとも絵本） 2011
- 『まいごのまめのつる』（織茂恭子絵、福音館書店） 2011

### 共編著
- 『「もの」から読み解く世界児童文学事典』（川端有子,水間千恵,本間裕子,遠藤純共編著、原書房） 2009

## 翻訳
- 『うさぎさんてつだってほしいの』（シャーロット・ゾロトウ文、モーリス・センダック絵、冨山房） 1974
- 『きみなんかだいきらいさ』（ジャニス・メイ・アドリー文、モーリス・センダック絵、冨山房） 1975
- 『バーバ・ヤガー』（アーネスト・スモール文、ブレア・レント画、冨山房） 1975
- 『シャーロットとしろいうま』（ルース・クラウス文、モーリス・センダック絵、冨山房） 1978
- 『みどりいろのバス』（ジョン・シャロン、ほるぷ出版） 1979
- 『ものいう馬』（ウィリー・ポガニー,ヴラディミール・タマリ絵、ほるぷ出版、世界むかし話5 (中近東)） 1979
- 『ジャックとまめの木』（ジョゼフ・ジェイコブズ、講談社、世界のメルヘン、イギリス童話1） 1980
- 『大草原の小さな家の料理の本 ローラ・インガルス一家の物語から』（バーバラ・M・ウォーカー文、ガース・ウィリアムズ絵、本間千枝子共訳、文化出版局） 1980
- 「小さな家」シリーズ（ローラ・インガルス・ワイルダー、渡辺南都子共訳、かみやしん絵、講談社青い鳥文庫） 1982、のち講談社文庫
『大きな森の小さな家』1982
『大草原の小さな家』1982
『プラム川の土手で』1983
『シルバー湖のほとりで』1984
『農場の少年 大きな森の小さな家シリーズ5』1985
『大草原の小さな町』1986
『この輝かしい日々』1987
- 『よくばりくつや』（トニー・ロス、文化出版局） 1982
- 『闇の城』（タニス・リー、ハヤカワ文庫FT） 1983
- 『クリスマス・キャロル クリスマスのゆうれいの話』（チャールズ・ディケンズ、司修絵、講談社青い鳥文庫） 1984
- 『ライオンのジョニーかぜをひく』（イーディス・T・ハード作、クレメント・ハード絵、佑学社） 1984
- 『ライオンのジョニーひとりでおるすばん』（イーディス・T・ハード作、クレメント・ハード絵、佑学社）1984
- 『きょうりゅうくんはするよ・しないよ』（シド・ホフ、文化出版局） 1985
- 『くまくんあそぶのだいすき』（ハリエット・ツィーフェルト文、アーノルド・ローベル絵、文化出版局） 1987
- 『くまくんなにをきるのかな』（ハリエット・ツィーフェルト文、アーノルド・ローベル絵、文化出版局）1987
- 『くまくんのあさはおおいそがし』（ハリエット・ツィーフェルト文、アーノルド・ローベル絵、文化出版局）1987
- 『くまくんのかいもの』（ハリエット・ツィーフェルト文、アーノルド・ローベル絵、文化出版局）1987
- 『まよなかにきたライオン』（パメラ・アレン、三起商行、ミキハウスの絵本） 1988
- 『これ、あたしの犬よ!』（ジーン=リトル、新野めぐみ絵、講談社） 1990
- 『キャラメル色のドラゴン』（ジーン=リトル、草間俊行絵、講談社） 1991
- 『ロックリバー物語2 オビーとさらわれた子』（マーティン・ウォデール作、エルシー・レノックス絵、講談社） 1992
- 『小さな家のローラ ローラ=インガルス=ワイルダー物語』（メガン・スタイン作、マーシィ・ダン・ラムジー絵、講談社青い鳥文庫） 1993
- 『なかよくしたら?』（カレン・バーバー、冨山房） 1993
- 『モグラのイーニーがみつけたもの』（ジェーン・ヨーレン文、キャスリン・ブラウン絵、冨山房） 1993
- 『サンザシの木の下に』（マリータ・コンロン=マケーナ、中村悦子絵、講談社） 1994
- 『3びきのかわいいオオカミ』（ユージーン・トリビザス文、ヘレン・オクセンバリー絵、冨山房） 1994
- 『シャチのくる日』（シェリル・マクファーレン文、ロン・ライトバーン絵、文化出版局） 1994
- 『もうおふろにはいるじかん?』（マリリン・ジャノビッツ、冨山房） 1994
- 「新大草原の小さな家」（ロジャー・リー・マクブライド、渡辺南都子共訳、講談社）
2)『オウザークの小さな農場』 1995
4)『丘のむこうの小さな町へ』 1996
6)『ロッキーリッジの新しい夜明け』 1998
- 『わたしのだいすきなどうぶつは…』（フローラ・マクダネル、冨山房） 1995
- 『わたしのだいすきなふねは…』（フローラ・マクダネル、冨山房） 1995
- 「メニム一家の物語」（シルヴィア・ウォー、佐竹美保絵、講談社）
1)『ブロックルハースト・グローブの謎の屋敷 メニム一家の物語』 1995
2)『荒野のコーマス屋敷 メニム一家の物語 ザ・メニムズ2』 1996
3)『屋敷の中のとらわれびと メニム一家の物語 ザ・メニムズ 3』 1996
4)『北岸通りの骨董屋 メニム一家の物語 ザ・メニムズ 4』 1997
5)『丘の上の牧師館 メニム一家の物語 ザ・メニムズ 5』 1997
- 『草原のサラ』（パトリシア・マクラクラン、中村悦子絵、徳間書店） 1996
- 『屋根裏部屋のエンジェルさん』（ダイアナ・ヘンドリー、徳間書店） 1997
- 『妹になるんだワン!』（スーザン・E・ヒントン、高橋由為子絵、徳間書店） 1998
- 『はがぬけたらどうするの? せかいのこどもたちのはなし』（セルビー・ビーラー文、ブライアン・カラス絵、石川烈監修、フレーベル館） 1999
- 『レモネードを作ろう』（ヴァージニア・ユウワー・ウルフ、徳間書店） 1999
- 『シュトルーデルを焼きながら』（ジョアン・ロックリン、井江栄絵、偕成社） 2000
- 『いつもお兄ちゃんがいた』（アラン・アルバーグ、講談社） 2001
- 『キスなんかしないよ!』（フィリス・ルート文、ウィル・ヒレンブランド絵、徳間書店） 2001
- 『子どもの本の歴史 写真とイラストでたどる』（ピーター・ハント編、さくまゆみこ,福本友美子共訳、柏書房） 2001
- 『トムのほんとうのうち』（ジョーン・リンガード、田口智子絵、徳間書店） 2001
- 『ライディング・フリーダム 嵐の中をかけぬけて』（パム・M・ライアン、藤田新策絵、ポプラ社） 2001
- 『おばあちゃんはハーレーにのって』（ニーナ・ボーデン（英語版）、偕成社） 2002
- 『ベンジャミンのたからもの』（ガース・ウイリアムズ、あすなろ書房） 2002
- 『あわれなエディの大災難』（フィリップ・アーダー作、デイヴィッド・ロバーツ絵、あすなろ書房） 2003
- 『その猫がきた日から』（アラン・アルバーグ、講談社） 2003
- 『みんなで話そう、本のこと 子どもの読書を変える新しい試み』（エイダン・チェインバーズ、柏書房） 2003
- 『読む力を育てる マーガレット・ミークの読書教育論』（マーガレット・ミーク、柏書房、シリーズ<子どもと本>） 2003
- 『3びきのかわいいオオカミ』（ユージーン・トリビザス文、ヘレン・オクセンバリー絵、大日本絵画） 2005
- 『つる サダコの願い』（エリナー・コア文、エド・ヤング絵、日本図書センター、世界子ども平和図書館） 2005
- 『アル・カポネによろしく』（ジェニファ・チョールデンコウ、あすなろ書房） 2006
- 『ピーター・パン イン スカーレット』（ジェラルディン・マコックラン、小学館） 2006
- 『月あかりのおはなし集』・正続（アリソン・アトリー、いたやさとし絵、小学館） 2007 - 2008
- 『テンサイちゃんとロボママ』（サイモン・ジェームズ、小学館） 2007
- 『マチルダばあやといたずらきょうだい』（クリスティアナ・ブランド、あすなろ書房） 2007
- 『マチルダばあや、ロンドンへ行く』（クリスティアナ・ブランド作、エドワード・アーディゾーニ絵、あすなろ書房） 2008
- 『クリスマスの人形たち』（ジョージー・アダムズ文、カーチャ・ミハイロフスカヤ絵、徳間書店） 2008
- 「ダイドーの冒険」（ジョーン・エイキン、冨山房）
『ウィロビー・チェースのオオカミ』 2008
『ダイドーと父ちゃん』 2008
『少女イス地下の国へ』 2010
『バタシー城の悪者たち』 2011
『コールド・ショルダー通りのなぞ』 2012
『ナンタケットの夜鳥』 2016
- 『賞をとった子どもの本 70の賞とその歴史』（ルース・アレン監訳、熊谷淳子,本間裕子訳、玉川大学出版部） 2009
- 『トゥルー・ビリーヴァー』（ヴァージニア・ユウワー・ウルフ、小学館） 2009
- 『ビーバー族のしるし』（エリザベス・ジョージ・スピア、あすなろ書房） 2009
- 『ふくろのなかにはなにがある?』（ポール・ガルドン再話・絵、ほるぷ出版） 2009
- 『一組のドラゴンとまほうの山!』（ジューン・カウンスル、いたやさとし絵、日本標準） 2010
- 「XX(ダブルエックス)・ホームズの探偵ノート」（トレーシー・バレット、十々夜絵、フレーベル館） 2010 - 2012
1)『名画「すみれ色の少女」の謎』
2)『ブラックスロープの怪物』
3)『消えたエジプトの魔よけ』
4)『いなくなったプリンセス』
- 「チキチキバンバン」全3巻（イアン・フレミング作、ジョン・バーニンガム絵、あすなろ書房） 2010
1)『チキチキバンバンはまほうの車』
2)『海辺の大ぼうけん』
3)『ギャングなんかこわくない』
- 『ティムール国のゾウ使い』（ジェラルディン・マコックラン、小学館） 2010
- 『ドラゴンが教室にやってきた!』（ジューン・カウンスル、いたやさとし絵、日本標準） 2010
- 『ドラゴンとみんなの新学期!』（ジューン・カウンスル、いたやさとし絵、日本標準） 2010
- 『プーさんの森にかえる A・A・ミルンとE・H・シェパードの物語より』（デイヴィッド・ベネディクタス文、マーク・バージェス絵、小学館） 2010
- 『犬のことばが聞こえたら』（パトリシア・マクラクラン、大庭賢哉絵、徳間書店） 2012
- 『天才ジョニーの秘密』（エレナー・アップデール、評論社） 2012
- 『ふしぎな八つのおとぎばなし』（ジョーン・エイキン文、クェンティン・ブレイク絵、冨山房） 2012
- 「最古の魔術書」（ジョン・スティーブンス、あすなろ書房）
2)『ファイアー・クロニクル』 2013
3)『ブラック・レコニング』 2015
- 『わたしたちのてんごくバス』（ボブ・グレアム、さ・え・ら書房） 2013
- 『あたし、メラハファがほしいな さばくのくにモーリタニアのおはなし』（ケリー・クネイン文、ホダー・ハッダーディ絵、光村教育図書） 2014
- 『さよならのドライブ』（ロディ・ドイル、こがしわかおり絵、フレーベル館） 2014
- 「アーチー・グリーンと魔法図書館」（D・D・エヴェレスト、あすなろ書房）
1)『アーチー・グリーンと魔法図書館の謎』 2015
2)『アーチー・グリーンと錬金術師の呪い』 2017
- 『スモーキー山脈からの手紙』（バーバラ・オコーナー、評論社） 2015
- 『町にながれるガブリエラのうた』（キャンデス・フレミング作、ジゼル・ポター絵、さ・え・ら書房） 2015
- 『ラブリーオールドライオン おじいちゃん、わすれないよ』（ジュリア・ジャーマン作、スーザン・バーレイ絵、フレーベル館） 2015
- 『ワニくんとパーティーにいったんだ』（ジュディス・カー作・絵、徳間書店） 2015
- 『サリバン先生とヘレン ふたりの奇跡の4か月』（デボラ・ホプキンソン文、ラウル・コローン絵、光村教育図書） 2016
- 『月は、ぼくの友だち』（ナタリー・バビット（英語版）、評論社） 2016
- 『ぼくが消えないうちに』（A.F.ハロルド作、エミリー・グラヴェット絵、ポプラ社） 2016
- 『なかないで、アーサー てんごくにいったいぬのおはなし』（エマ・チチェスター・クラーク作・絵、徳間書店） 2017